# مؤامرة باتسي
مؤامرة باتسي (بالإيطالية: Congiura dei Pazzi)‏ هي مؤامرة أعدها أفراد عائلة باتسي مع آخرين بغرض عزل عائلة ميديشي الذين كانوا يقودون نهضة فلورنسا.
بتاريخ 26 آبريل عام 1478، كان هناك محاولة لاغتيال لورنزو دي ميديشي وأخيه جوليانو. جُرح لورنزو لكنه نجا؛ وقُتل جوليانو. أدى فشل المؤامرة إلى تقوية موقف عائلة ميديشي. نُفيت عائلة باتسي خارج فلورنسا.

## المؤامرة

### الخلفية

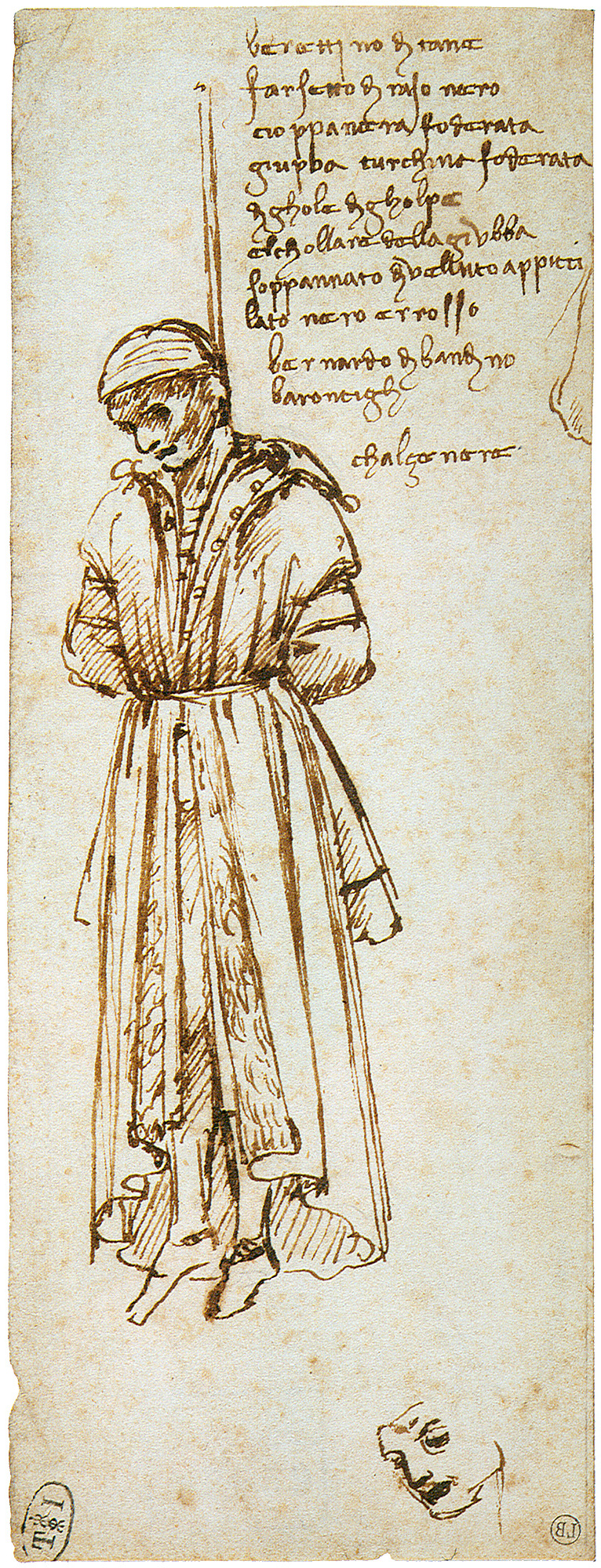
رسم بقلم ليوناردو دا فينشي يعود لعام 1479 للمتأمر برناندو بانديني دي بارونتشيلي من عائلة باتسي مشنوقًا

لم تكن عائلة باتسي المحرض الوحيد في المؤامرة. كانت عائلة سالفياتي -المصرفيون البابوين في فلورنسا- في قلب المؤامرة. تأثروا مرة أخرى بالبابا سيكتوس الرابع، الذي كان عدوًا لعائلة ميديشي.
انتُخب فرانشيسكو ديلا روفيري، الذي ينحدر من عائلة فقيرة في ليغوريا، ليصبح البابا في عام 1471. كان ثريًا وقويًا بصفته البابا سيكستوس الرابع، وبدأ فورًا في إعطاء الثروة والسلطة لأبناء أخيه من عائلات ديلا روفيري ورياريو. بعد أشهر من انتخابه، جعل جوليانو ديلا روفيري (الذي أصبح مستقبلًا البابا يوليوس الثاني) وبيترو رياريو كرادلة وأساقفة؛ وجعل أربعةً من أبناء إخوته كرادلة أيضًا. وضع جيوفاني ديلا روفيري، الذي لم يكن قسًا، بيرفيكتوس لروما، ورتب له زواجًا من عائلة مونتيفيلترو، دوقية أوربينو. بالنسبة لجيرولامو رياريو الذي كان أيضًا رجلًا من العامة، والذي ربما كان في الواقع ابنه وليس ابن أخيه، فقد رتب لشراء إيمولا، وهي بلدة صغيرة في رومانيا (منطقة شمال إيطاليا)، بهدف تأسيس دولة بابوية في تلك المنطقة. تقع إيمولا على الطريق التجاري بين فلورنسا والبندقية. رتب لورنزو ميديشي في مايو 1473 لشرائها من غالياتسو ماريا سفورزا ، دوق ميلانو، بمبلغ 100 ألف فيوريني دورو، لكن سفورزا وافق لاحقًا على بيعها إلى سيكستوس مقابل 40 ألف دوكات (قطعة ذهبية بندقيّة)، شريطة أن تتزوج ابنته غير الشرعية كاترينا سفورزا من جريلامو ريارو.
موّل بنك عائلة باتسي عملية الشراء، على الرغم من أن فرانشيسكو دي باتسي كان قد وعد لورنزو أنهم لن يساعدوا البابا. ومكافأةً لهم، منح البابا سيكستوس الرابع بنك عائلة باتسي حقوق الربح بإدارة إيرادات البابوية. عين سيكستوس الرابع ابن أخيه رياريو حاكمًا جديدًا لإيمولا، وفرانشيسكو سالفياتي رئيس أساقفة بيزا، وهي مدينة كانت منافسًا تجاريًا سابقًا لكنها تابعة حاليًا لفلورنسا. رفض لورنزو السماح لسالفياتي بدخول بيزا بسبب التحدي الذي فرضه الموقف الكنسي مع حكومته في فلورنسا.

### المؤامرة
وضع غريلامو رياريو، وفرانشيسكو سالفياتي وفرانشيسكو دي باتسي معًا خطة لاغتيال لورنزو وجوليانو دي ميديشي. تم التواصل مع البابا سيكستوس ليقدم المساعدة. ردّ ببيانٍ شديد اللهجة قال فيه بأنه وبسبب منصبه المقدس غير قادر على إباحة القتل. تحدث بوضوح بأن عزل عائلة ميديشي من منصبهم في السلطة في فلورنسا سيكون مفيدًا جدًا للبابوية، وأنه سيتساهل مع أي أحد يقوم بذلك. أمر الرجال بأن يفعلوا ما يعتقدون أنه ضروري لتحقيق هذا الهدف، وأنه سيقدم لهم ما يستطيعه من دعم. اكتُشفت رسالة مشفرة في عام 2004 في أرشيف عائلة أوبالديني وفُك تشفيرها، وكشف أن فيدريكو دا مونتيفيلترو، دوق أوربينو، وهو إنسانيّ مشهور وكوندوتييرو للبابوية، متورط بشدة في المؤامرة والتزم بوضع 600 جندي خارج فلورنسا، ينتظرون اللحظة المناسبة للتحرك.

### الهجوم

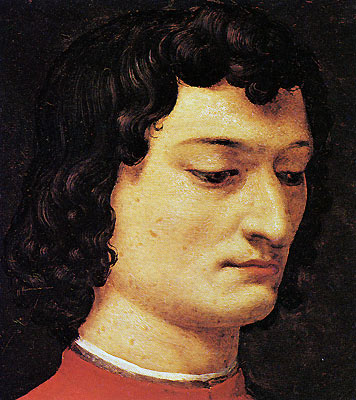
جوليانو دي ميديشي

اعتُدي على الأخوين ميديشي يوم الأحد 26 أبريل، 1478، خلال قدّاس كامل المراسيم في الكاتدرائية أمام حشد مؤلف من 10 آلاف شخص. طُعن جوليانو دي ميديشي 19 مرة وتلقى ضربة بالسيف على رأسه من قبل برناندو بانديني دي بارونتشيلي وفرانشيسكو دي باتسي. بينما كان جوليانو ينزف على بلاط الكاتدرائية حتى الموت، هرب أخوه لورنزو بعد إصابته بجروح خطيرة، ولكنها لا تهدد حياته. قُفل على لورنزو ليكون بأمان في خزانة الكنيسة من قبل آنجلو بوليزيانو. أُحبطت محاولة منسقة للإمساك بالغونفالونييري وسيغنوريا عندما حوصر رئيس الاٍساقفة ورئيس عشيرة سالفياتي في غرفة أُغلقت أبوابها عن طريق مزلاج مخفي. وفشل الانقلاب. سُرعان ما قُبض على معظم المتآمرين وأعدموا بإجراءات موجزة؛ شُنق خمسة، من ضمنهم فرانشيسكو دي باتسي وسالفياتي، من نوافذ قصر ديلا سيغنوريا هرب جاكوبو دي باتسي، أب العائلة، من فلورنسا لكن قُبض عليه وأُعيد إلى هناك. تعرض للتعذيب، ثم شُنق من قصر ديلا سيغنوريا إلى جانب جثة سالفياتي المتفسخة. دُفن في سانتا كروتش، لكن القبر حُفر وانتُشلت الجثة ورُميت في خندق. ثم سُحبت على طول الشوارع وأُسندت إلى باب قصر باتسي، واستُخدم الرأس المتعفن بشكل ساخر مطرقةً للباب. ومن هناك أُلقيت في نهر آرنو؛ واصطادها الأطفال وعلقوها على شجرة الصفصاف، وجلدوها ثم رموها مجددًا في النهر. على الرغم من أن لورنزو ناشد الحشود بأن لا يطبقوا قضاءً مستعجلًا، فقد قُتل العديد من المتآمرين، إضافة إلى أشخاص متهمين بالتآمر أيضًا. تمكن لورنزو من إنقاذ ابن أخ سيكستوس الرابع، الكاردينال رافاييلي رياريو، الذي كان من المؤكد بريئًا من المتآمرين، إضافة إلى اثنين من أقرباء المتآمرين. اصطيد المتآمرون الرئيسيون في أنحاء إيطاليا. بين 26 أبريل، اليوم الذي حصل فيه الهجوم، و20 أكتوبر من عام 1478، أُعدم ما مجموعه 80 شخص.
```
اعتُقل بانديني دي بارونتشيلي، الذي هرب إلى 
القسطنطينة
، وأُعيد مكبّلًا بالأغلال بأوامر من السلطان 
محمد الثاني
-وهو ما يزال بثيابه التركية- وشُنق من نافذة قصر كابيتانو ديل بوبولو في 29 ديسمبر عام 1479.
[
5
]
 كان هناك ثلاثة عمليات إعدام أخرى في تاريخ 6 يونيو عام 1481.
[
4
]
```

نُفيت عائلة باتسي من فلورنسا، وصودرت أراضيهم وممتلكاتهم. وانتهى إلى الأبد اسمهم وشعار نبالتهم. مُسح الاسم من السجلات العامة، وأُعيدت تسمية جميع الأبنية والشوارع التي تُسمى بنفس الاسم. أُزيل درعهم الذي يحمل دولفينًا من كل مكان. أي شخص اسمه باتسي يجب أن يختار اسمًا جديدًا لنفسه؛ أي شخص متزوج من شخص من عائلة باتسي يُمنع من تولي المناصب العامة. وُضع غوغليلمو دي باتسي، زوج بيانكا أخت لورنزو، قيد الإقامة الجبرية، ومُتع لاحقًا من الدخول إلى المدينة؛ ذهب ليعيش في برج ديسيما، بالقرب من بونتاسيفي.

## في أعقاب الحادثة
في أعقاب مؤامرة «باتسي»، وضع البابا سيكتوس الرابع فلورنسا تحت الحظر الكنسي بسبب إعدام رئيس الأساقفة سالفياتي، ومنع القداس والمناولة. جند سيكتوس فيرديناند الأول ملك نابولي، الذراع العسكري التقليدي للبابوية، للهجوم على فلورنسا. واجه لورنزو دون مساعدة من حلفاء فلورنسا الاعتياديين في بولونيا وميلانو، التوقعات الوخيمة واتخذ مسارًا غير تقليدي من الإجراءات: أبحر إلى نابولي وسلم نفسه للملك، وبقي محجوزًا لديه مدة ثلاثة أشهر. أقنع لورنزو بشجاعته وشخصيته فيرانتي أن يدعم محاولات لورنزو في مفاوضات السلام، ويتوسط له مع سيكتوس الرابع، وإن لم يكن ذلك نافعًا.
أثرت أحداث مؤامرة باتسي على تطورات نظام عائلة ميديشي بطريقتين: أقنعوا أنصار عائلة ميديشي بأن تركيزًا أكبر للسلطة السياسية كان مرغوبًا وعززوا سلطة لورنزو دي ميديشي، الذي أثبت قدرته الكبيرة على إدارة الشؤون الخارجية للمدينة. وشجع حزب الميديشيين على القيام بإصلاحات جديدة.
بعد الإطاحة ببييرو دي ميديشي في عام 1494، عادت عائلة باتسي والعديد من المنفيين السياسيين إلى فلورنسا للمشاركة في الحكومة الشعبية.